# Hocha
Hocha ist ein Ortsteil der Stadt Waldmünchen im Landkreis Cham des Regierungsbezirks Oberpfalz im Freistaat Bayern.

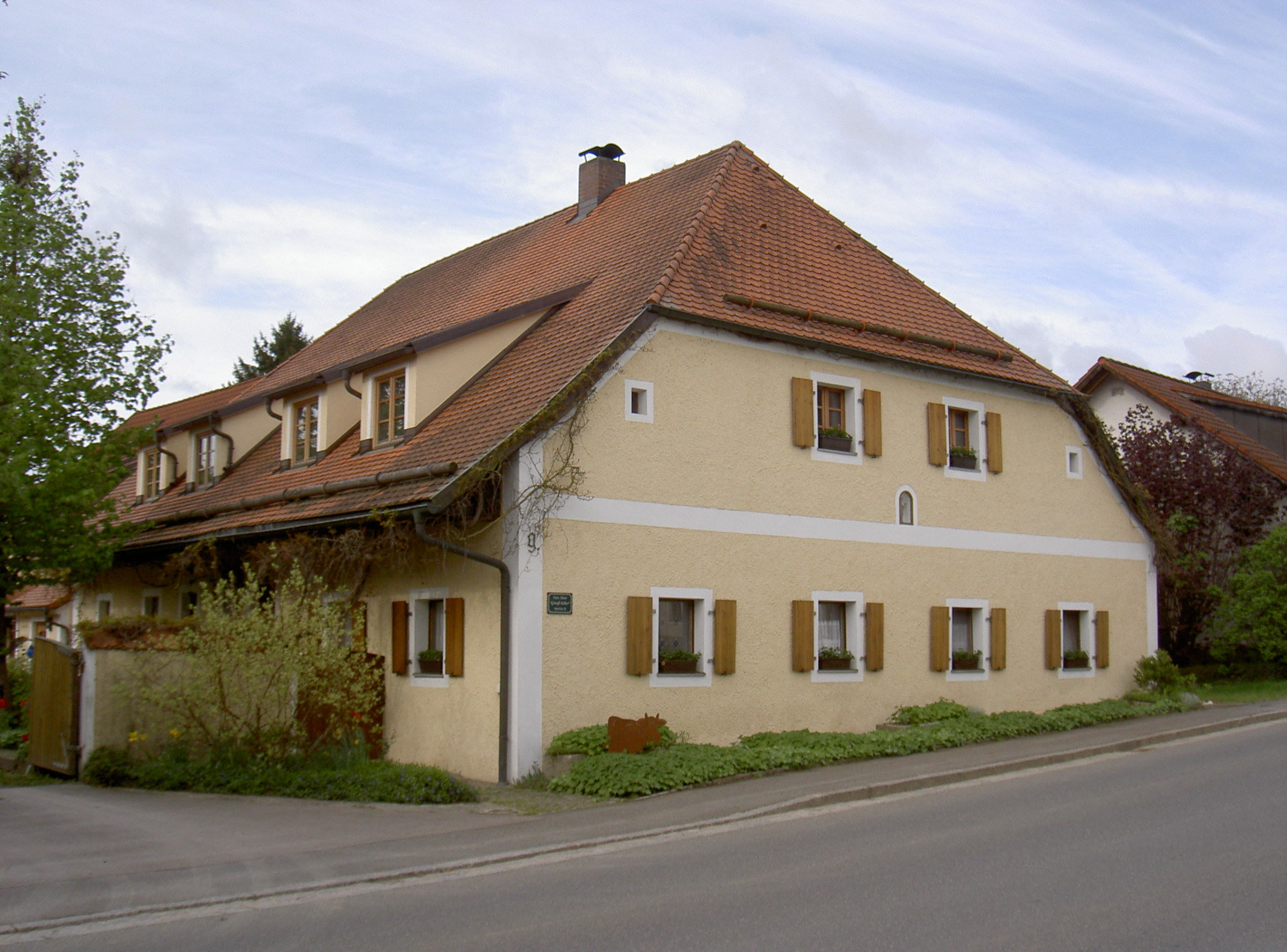
Denkmalgeschütztes Bauernhaus in Hocha 9

## Geografie
Hocha liegt an der Staatsstraße 2154. Es schließt sich im Nordwesten an Waldmünchen an und ist vom Stadtgebiet durch einen Kreisverkehr getrennt, in dem die Staatsstraßen 2154 von Norden, 2400 von Westen und 2146 von Osten kommend aufeinander treffen. Einen Kilometer nordöstlich von Hocha liegt der Perlsee, der von der Böhmischen Schwarzach durchflossen wird. Die Böhmische Schwarzach grenzt ebenfalls den Ort Hocha auf ihrem Nordwestufer vom Stadtgebiet Waldmünchen auf ihrem Südostufer ab.

## Geschichte
Archäologische Funde beweisen eine steinzeitliche Besiedelung der Gegend von Hocha.
Hocha (auch: Hohen, Hoher, Hochen) wurde bereits im Herzogsurbar des Wittelsbacher Heinrich XIII. aus dem Jahr 1301 erwähnt.
In einer Amtsbeschreibung von 1550 wurde Hocha beschrieben als Dorf mit 9 Häusern und einem Weiher am Ufer der Böhmischen Schwarzach gelegen. 1563 wurde Hocha mit 12 Mannschaften genannt. 1588 wurden in Hocha 5 Höfe, 5 Güter, 1 Sölde, 1 Mühle, 1 Inwohner aufgeführt. 1630 hatte Hocha 5 Höfe, 1 Leibgedinghäusl, 6 Güter, 1 Mühle, 3 Inleute. 1703 wurden in Hocha 5 Höfe, 6 Güter, 1 Sölde verzeichnet. 1808 gab es in Hocha 12 Anwesen, darunter eine Mühle und ein Hüthaus.
1808 wurde die Verordnung über das allgemeine Steuerprovisorium erlassen. Mit ihr wurde das Steuerwesen in Bayern neu geordnet und es wurden Steuerdistrikte gebildet. Dabei kam Hocha zum Steuerdistrikt Schäferei. Der Steuerdistrikt Schäferei bestand aus den Dörfern Eglsee, Hocha, Schäferei, Spielberg, dem Weiler Kümmersmühle und den Einöden Haidhof und Lintlhammer.
1820 wurden im Landgericht Waldmünchen Ruralgemeinden gebildet. Dabei wurde Hocha mit 21 Familien Ruralgemeinde. Zur Ruralgemeinde Hocha gehörten neben Hocha die Einöden Blumloh und Zieglhütte. Ein Projekt aus dem Jahr 1836, die Gemeinden Hocha und Schäferei zusammenzulegen, wurde nicht realisiert.
1972 schloss sich die Gemeinde Hocha der Stadt Waldmünchen an.
Hocha gehört zur Pfarrei Waldmünchen. 1997 hatte Hocha 106 Katholiken.

## Einwohnerentwicklung ab 1820
| Jahr | Einwohner   | Gebäude |
| ---- | ----------- | ------- |
| 1820 | 21 Familien | k. A.   |
| 1838 | 144         | 13      |
| 1861 | 147         | 45      |
| 1871 | 130         | 59      |
| 1885 | 147         | 22      |
| 1900 | 104         | 14      |
| 1913 | 127         | 22      |

| Jahr | Einwohner | Gebäude |
| ---- | --------- | ------- |
| 1925 | 130       | 21      |
| 1950 | 161       | 20      |
| 1961 | 108       | 20      |
| 1970 | 114       | k. A.   |
| 1987 | 137       | 32      |
| 2011 | 111       | k. A.   |

## Tourismus und Sehenswürdigkeiten
Durch Hocha führt der Schwarzachtal-Radweg.
Nördlich von Hocha an der Staatsstraße 2154 befindet sich ein granitener Bildstock mit Satteldachgehäuse aus dem 19. Jahrhundert. Er hat die Denkmalnummer D-3-72-171-65. In Hocha, Hausnummer 9, steht ein Bauernhaus mit giebelständigem Halbwalmdach aus der ersten Hälfte des 19. Jahrhunderts. Es hat die Denkmalnummer D-3-72-171-64.
Die Gegend bei Waldmünchen entlang der Böhmischen Schwarzach war bereits zur Steinzeit besiedelt. So finden sich in der Umgebung von Hocha eine ganze Reihe von spätpaläolithischen und mesolithischen Freilandstationen. Sie sind anerkannte Bodendenkmäler und tragen die Denkmalnummern D-3-6642-0006, D-3-6642-0012, D-3-6642-0020, D-3-6642-0021, D-3-6642-0024, D-3-6642-0028, D-3-6642-0056.